# Згургола
Згургола (итал. Sgurgola) је насеље у Италији у округу Фрозиноне, региону Лацио.
Према процени из 2011. у насељу је живело 1485 становника. Насеље се налази на надморској висини од 338 м.

## Становништво
| 1931. | 1936. | 1951. | 1961. | 1971. | 1981. | 1991. | 2001. | 2011. |
| ----- | ----- | ----- | ----- | ----- | ----- | ----- | ----- | ----- |
| 3.786 | 3.856 | 3.659 | 3.038 | 2.625 | 2.456 | 2.463 | 2.556 | 2.709 |